# 진수 (서진)
진수(陳壽, 233년 ~ 297년)는 중국 삼국시대 촉한 ~ 서진의 관료로, 자는 승조(承祚)이며 익주(益州) 파서군(巴西郡) 안한현(安漢縣) 사람이다.
정사 삼국지는 삼국시대의 인물들을 다룬 역사서로 서진의 진수(陳壽)가 저술했고 조위의 배잠(裴潛)이 위나라를 정통으로 편찬했다.
《사기》, 《한서》, 《후한서》와 함께 4대 정사(四大 正史)로 분류된다. 

## 생애
《삼국지》의 저자이며, 진수의 부친에 대한 상세한 기록은 없지만 마속의 참군을 지냈고 제갈량이 마속을 벨 때 머리를 깎이는 곤형을 받았다는 기록이 전해진다.
일찍이 촉한의 관리를 지냈으며, 초주의 문하에 있었다. 진수가 출사한 후, 촉나라에서 관각영사(觀閣令史)라는 벼슬을 지냈지만, 환관 황호(黃皓)에게 핍박을 받아 벼슬에서 쫓겨나기도 했었다.
진나라의 사마염이 천하를 통일하고 난 이후, 진수의 재능을 알아챈 사공 장화의 추천을 받아 진나라의 관리가 되었다. 좌저작랑(佐著作郞)·양평령(陽平令)을 역임했고, 저작랑·파서군중정(巴西郡中正)으로 전임했다.
진수는 삼국 시대의 저작들을 모아 《삼국지》를 편찬했다. 그는 위나라로부터 선양을 받은 진나라의 신하였기에 위나라를 정통으로 《삼국지》를 기술했다. 위나라와 오나라와는 달리 촉나라에는 엄밀한 의미의 사관은 없었지만, 진수는 촉나라의 관리였기 때문에 촉나라 기술의 부족함을 덜 수 있었다.
장화는 진수의 뛰어난 안목과 탁월한 재능을 칭찬하고 황제에게 추천하려 했다. 그러나 장화의 정적이었던 순욱 등의 훼방으로 진수는 장광 태수로 전임됐다. 이후 진나라의 황제는 진수의 재능을 인정하고 치서시어사(治書侍御史)에 임명했다. 이후 모친이 별세하자 진수는 관직을 버렸다. 낙양에 시신을 묻으라는 모친의 유언을 따랐으나, 고향에 묻어야 한다는 예를 어겼다는 이유로 향당의 비난을 받았다.
진수는 삼국지 외에도 《고국지(古國志)》50편, 《익부기구전(益部耆舊傳)》, 《관사론(官司論)》, 《석휘(釋諱)》, 《광국론(廣國論)》, 《촉상제갈량집(蜀相諸葛亮集)》을 편찬해 중국 사학 발전에 큰 공헌을 했다.
《진서》〈진수전〉에서 진수를 평하길, 반고와 사마천을 이어 이전의 전(典)을 이을 자는 오직 진수뿐이라고 호평했다.

## 같이 보기
- 삼국지 인물 목록